# روجر غولدزورثي
روجر غولدزورثي هو مدرس وفلاح وسياسي أسترالي، ولد في 17 يوليو 1929 في لميرو ‏ في أستراليا. نشط حزبياً في تحالف الليبرالية والريفي (1974 – 1974). وقد انتخب وزير المناجم والطاقة ‏ (18 سبتمبر 1979 – 10 نوفمبر 1982) وانتخب نائب رئيس وزراء جنوب أستراليا ‏ (18 سبتمبر 1979 – 10 نوفمبر 1982) وانتخب عضو المجلس النيابي لجنوب أستراليا ‏ عن دائرة Electoral district of Kavel ‏ وقد انضم خلال فترته النيابية (30 مايو 1970 – 8 أبريل 1992) للكتلة البرلمانية تحالف الليبرالية والريفي.